# Salillas
Salillas ist eine nordspanische Gemeinde (municipio) mit 101 Einwohnern (Stand: 2024) im Zentrum der Provinz Huesca in der Autonomen Region Aragonien.

## Lage und Klima
Der Ort Salillas liegt etwa 25 Kilometer (Fahrtstrecke) südöstlich des Stadtzentrums von Huesca am Guatizalema in einer Höhe von etwa 420 m. Durch die Gemeinde führt der Canal de Cinca. Das Klima ist gemäßigt und relativ trocken; Regen (ca. 395 mm/Jahr) fällt übers Jahr verteilt.

## Bevölkerungsentwicklung
| 1900 | 1910 | 1930 | 1940 | 1950 | 1970 | 1981 | 1991 | 2001 | 2011 | 2020 |
| ---- | ---- | ---- | ---- | ---- | ---- | ---- | ---- | ---- | ---- | ---- |
| 364  | 395  | 350  | 357  | 319  | 191  | 173  | 126  | 115  | 106  | 91   |

## Sehenswürdigkeiten
- Kirche St. Anna (Iglesia de Santa Ana)
- Einsiedelei von St. Philipp aus dem Jahre 1717
- maurischer Eiskeller

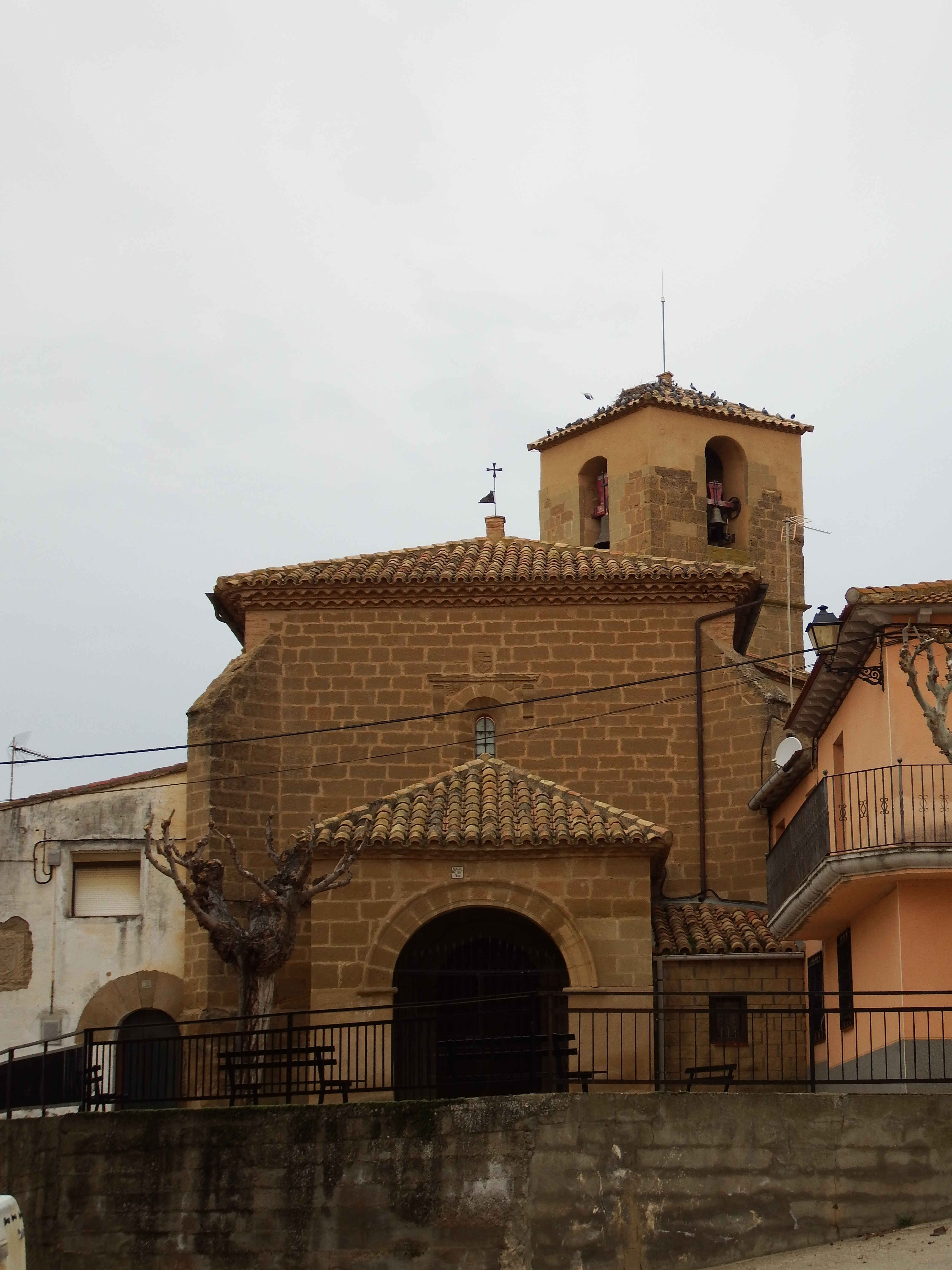
Kirche St. Anna